# Garrison (Nebraska)
Garrison és una població dels Estats Units a l'estat de Nebraska. Segons el cens del 2000 tenia 67 habitants.

## Demografia
Segons el cens del 2000, Garrison tenia 67 habitants, 27 habitatges, i 14 famílies. La densitat de població era de 215,6 habitants per km².
Dels 27 habitatges en un 40,7% hi vivien nens de menys de 18 anys, en un 48,1% hi vivien parelles casades, en un 3,7% dones solteres, i en un 48,1% no eren unitats familiars. En el 40,7% dels habitatges hi vivien persones soles el 18,5% de les quals corresponia a persones de 65 anys o més que vivien soles. El nombre mitjà de persones vivint en cada habitatge era de 2,48 i el nombre mitjà de persones que vivien en cada família era de 3,71.
Per edats la població es repartia de la següent manera: un 35,8% tenia menys de 18 anys, un 3% entre 18 i 24, un 31,3% entre 25 i 44, un 16,4% de 45 a 60 i un 13,4% 65 anys o més.
L'edat mediana era de 38 anys. Per cada 100 dones de 18 o més anys hi havia 95,5 homes.
La renda mediana per habitatge era de 32.917 $ i la renda mediana per família de 51.000 $. Els homes tenien una renda mediana de 31.250 $ mentre que les dones 26.500 $. La renda per capita de la població era de 17.317 $. Cap de les famílies i el 9,2% de la població estaven per davall del llindar de pobresa.

## Poblacions més properes
El següent diagrama mostra les poblacions més properes.